# 磁州窑
磁州窯，宋元時期中國北方代表性民間窯場，始烧于北朝末年而延续至民国时期，其窯址位於河北省磁縣，古稱磁州，故名磁州窑。該窯生产白瓷、黑瓷以及白地釉下彩繪瓷等产品，其中又以白地釉下彩绘瓷最具代表性，其运用黑白对比的装饰手法，给人以强烈而明快的艺术装饰效果，形成了自由奔放而又富有生活色彩的装饰风格。常见器型有花口瓶、如意形枕、方枕、四系壶等。其装饰技法多样，有劃花、剔花、刻花、印塑、彩釉等工藝。磁州窑的装饰内容富有北方地区的民风、民情、民俗性，为人们所喜闻乐见，故被誉为“民俗博物馆”或“民俗词典”。
磁州窑器物的典型纹饰有文字装饰、婴戏纹、戏曲人物故事、小儿垂钓、龙凤纹及自然景物等，宋元时期磁州窑的影响很大，除了在河北外，在山西、河南等地的一些窑场也烧制具有磁州窑风格和装饰技法的产品，最终形成了一个庞大的磁州窑系。1996年，磁州窑遺址被列入國家文物保護單位，2006年磁州窑烧制技艺被列入首批国家非物质文化遗产名录。

## 地理位置
磁州窑窑址位于河北省磁县，因窑址分布的漳河、滏河流域自宋至清属于磁州所辖，故名磁州窑。经过历年的调查和发掘，磁州窑的窑址主要分布于两个区域：一是以河北磁县观台镇为中心，窑址分布在镇西的漳河两岸，河东岸有观台和东艾口村，河西岸为冶子镇；一是以彭城镇（位于河北邯郸市峰峰矿区）为中心，该处作为磁州窑的窑址久负盛名，有“南有景德，北有彭城”之誉。两个窑址区遗址密集，地下埋藏有大量的瓷器碎片和相关遗存。
在磁州窑窑址及其附近，分布有大量烧制瓷器所必需的燃料以及原材料、颜料等矿藏，且各窑均建于漳河、滏河及其支流两岸，水资源充足，既能方便制瓷，又能为运输瓷器提供安全、廉价、方便的水上运输条件，有利于将磁州窑瓷器输送到各地。

## 胎釉特点
磁州窑瓷胎用料叫“大青土”，这种瓷土含铁量高且颗粒较大，制成的器物胎质稍粗，胎体颜色较深，呈灰白色或灰黄色，不如邢窑、定窑般细白，为了克服这一先天不足，同时也为降低生产成本，磁州窑工匠做到了“粗料细作”，即在制成的胎上施一层白色泥浆料，这种泥浆料用质量良好的高岭土制成，其能够使器物表面更加细腻，被称为化妆土，然后在白色化妆土的表面进行刻花、划花、剔花等工艺。:
磁州窑产品多样，装饰丰富多彩。有白釉、白釉划花、白釉黑花、白釉剔花、白地酱花、黑釉、褐釉点彩、酱釉、绿彩、绿地黑花、珍珠地及三彩等，尤以白釉、黑釉为多，白釉划花次之，珍珠地较少。:

## 纹饰特点
磁州窑属于民窑，纹饰未像官窑般受到严格限制，作为商品，其需要适应广大的市场需求，故其纹饰内容多样，具有浓厚的北方民俗风情，风格自由流畅，常给人以明快且强烈的对比之感，其大体可分为以下几种：

### 文字装饰
磁州窑在宋代时已经很流行文字装饰了，金元时期进一步得到了发展。其常将当时流行且人们所喜闻乐见的诗词、警语、散曲等绘于瓶、枕、罐这类较大的器物上。如磁县文化馆所藏一件金磁州窑题词八棱长方形枕，上写：“为向东波（坡）传语，人在玉堂深处。别后（有）谁来，雪压小桥无路。归去，归去，江（上）一犁春雨。（如梦令）”，此词为北宋词人苏轼所作，被磁州窑匠人抄写在瓷枕上。又如一件白釉瓷盘上书写“黄州春色能（浓）于酒，醉杀西园歌舞人”，此则出自金代词人元好问的《西园》一诗。

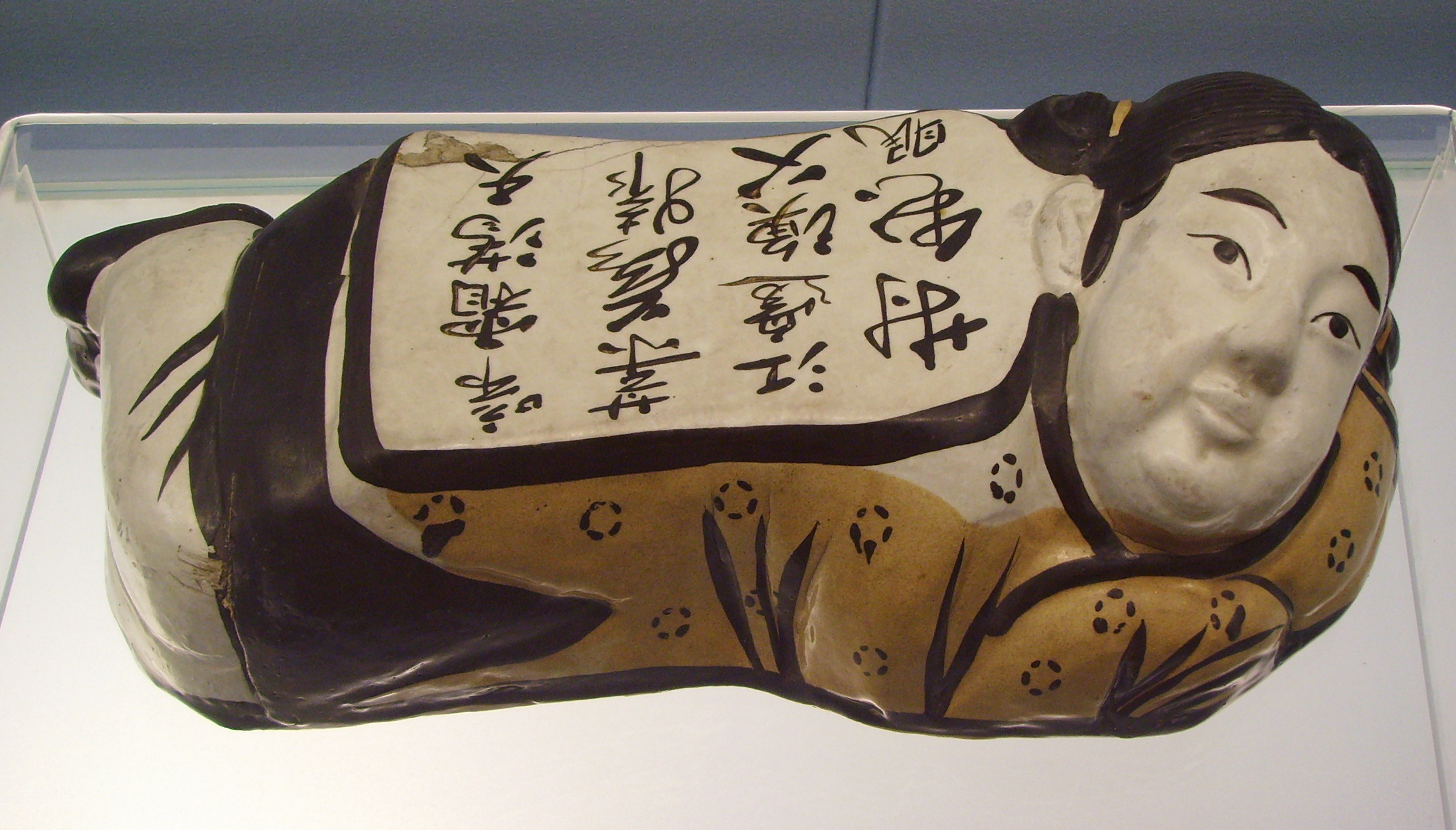
金扒村窑白地绘黑花书诗句孩儿枕，铭文“叶落猿啼霜满天，江边渔父对愁眠”，上海博物馆藏

金元时期战争频发，此时的磁州窑器物上的文字也多反映了当时社会状况与民众心理。河北磁县中国磁州窑博物馆所藏一件元代磁州窑白地黑花《山坡里羊》散曲长方形枕颇具代表性，其枕面开光内楷书元人陈草庵《山坡里羊》散曲一首：“风波实怕，唇舌休卦（挂），鹤长鹤（凫）短天生下。劝鱼（渔）家共樵家，从今莫说（讲）贤鱼（愚）话。得道助多（多助），失道寡。渔（愚），也在他，贤，也在他”，枕前侧壁开光内行草书六言诗一首：“山前山后红叶，溪南渰北黄花。红叶黄花深处，竹篱茅舍人家。”枕后侧壁开光内行书散曲一首“春将暮，风又与（雨），满园落花飞絮。梦回枕边云渡事，一声声道不如归去”:538，表现了社会动荡背景下人们三缄其口的心理以及对田园隐逸生活的向往。
此外，以爱情为主体的词曲也常见于磁州窑的器物上，如元代磁州窑一件瓷枕，枕面题刻散曲《中目官·七娘子》：“月明满院晴如画，池塘四面垂杨柳，泪湿衣襟，离情感旧，人人记得同携手，从来早是不郎溜，酒儿渲得人来瘦，谁醒相逢，连忙先走，只合梦里厮驰逗。”表现了与意中人离别后的相思之苦。总体而言，磁州窑的文字装饰内容丰富而全面，难以列举齐全，其为我们了解当时的社会状况和民众心理提供了重要的实物资料，有些还可以补充文学史及美术史的不足。

### 生活场景
磁州窑器物充满民俗民风气息首先体现在其纹饰中有大量生活场景，这些场景经过工匠的提炼与概括，加工与设计，形成了磁州窑的独特风格。典型纹饰有婴戏纹、小儿垂钓图、龙凤纹、飞禽走兽、花鸟虫鱼、自然景致等。这些纹饰有的绘画恣意自由，有的则线条工整细腻。有学者指出磁州窑坛罐上的花卉装饰生动活泼，与元末明初的景德镇民窑青花瓷有相似之处，且景德镇元青花瓷上的开光装饰和磁州窑的开光装饰有许多相似之处，云南青花瓷上鱼的绘画同磁州窑的鱼的绘画相比亦有许多相似之处，这些说明磁州窑的装饰技法深刻的影响了当时其他窑口的陶瓷装饰绘画手法。:541

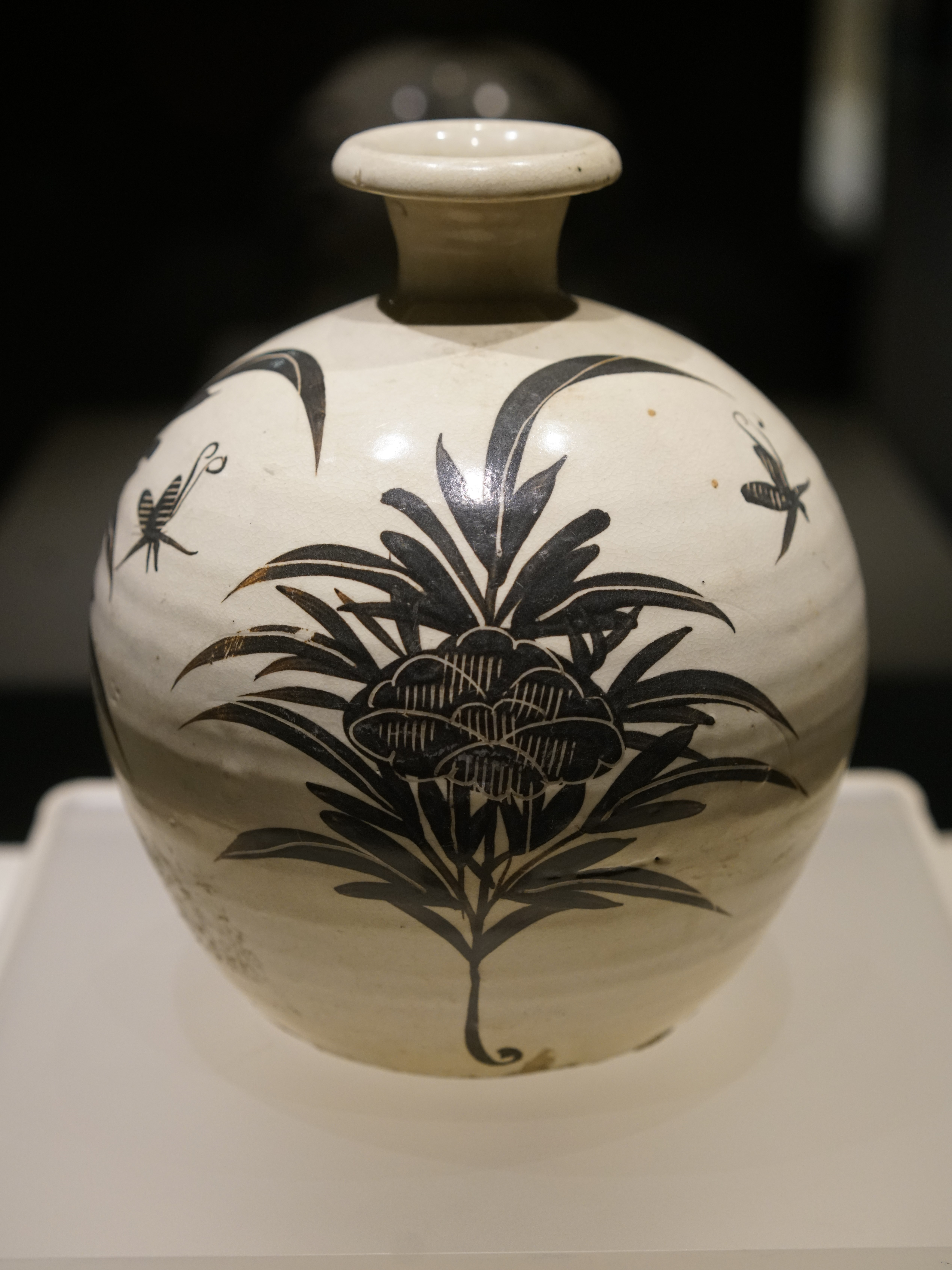
磁州窑白釉黑彩花卉草叶纹圆腹小口瓶

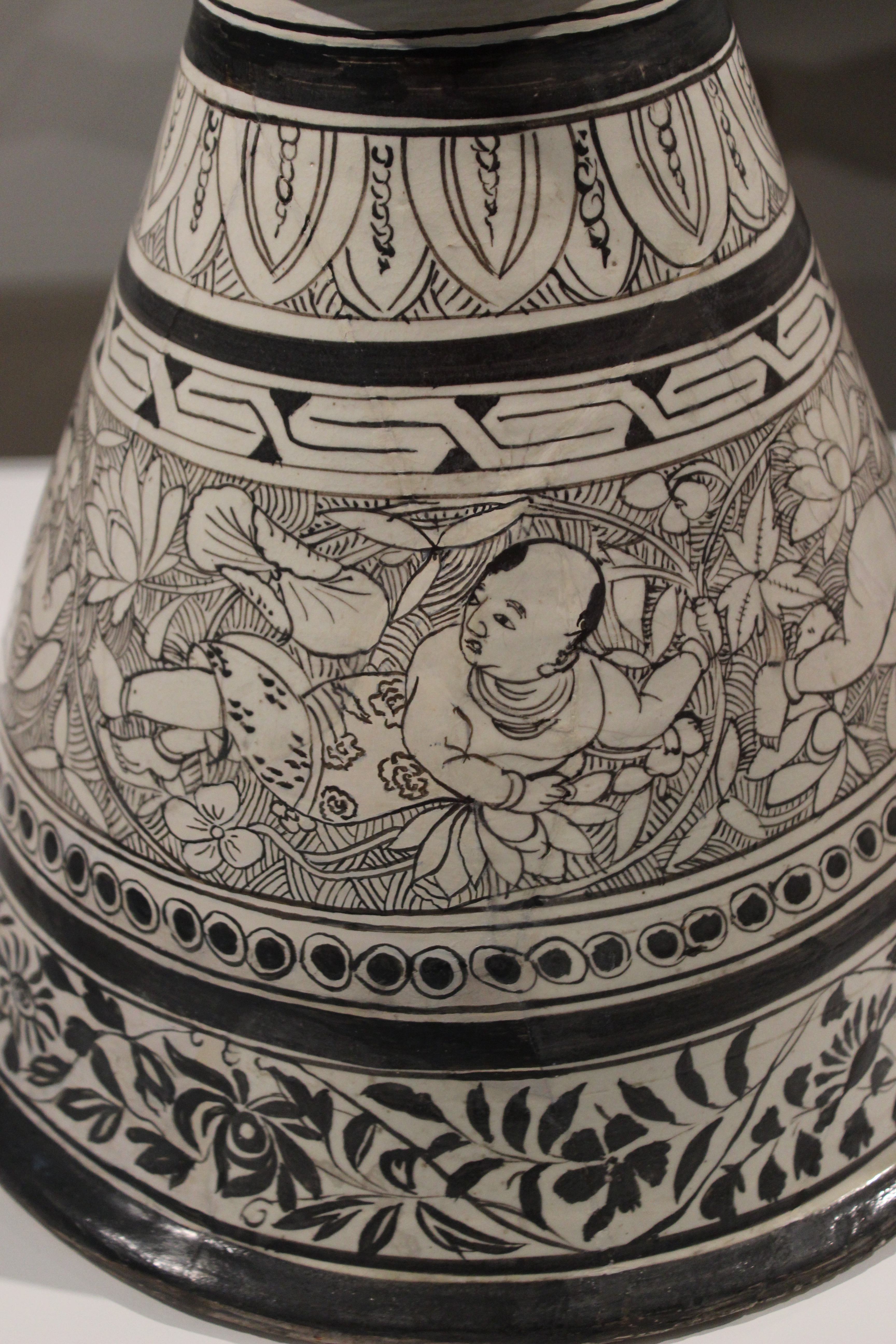
磁州窑婴戏纹

### 商品标识
宋代流行在商品上戳记或模印作坊标记，如在湖州镜上常见“湖州真石家念二叔照子”铭文，磁州窑的产品，尤其是瓷枕上常见作坊标记，较为多见的有“张家造”、“章家枕”、“滏源王家造”、“滏源常吉造”、“王寿朋造”、“刘家造”、“李家造”、“申家造”等铭记，在河北磁县观台窑附近出土的瓷枕上曾出现过“古相张家造”的窑戳，有的枕在侧边书“相地张家造，艾山枕用功”，在其底部有“古相张家造”窑戳，“古相张家造”应当是由宋金时期“张家造”的戳记发展而来，有强调该作坊为老字号之意。这说明磁州窑各窑口重视塑造自己的品牌，具有强烈的品牌意识，同时也反映了市场竞争的激烈程度。这些作坊标记及或地名，能够为我们识别该器物是出自滏河流域还是漳河流域的窑场提供可靠的依据。

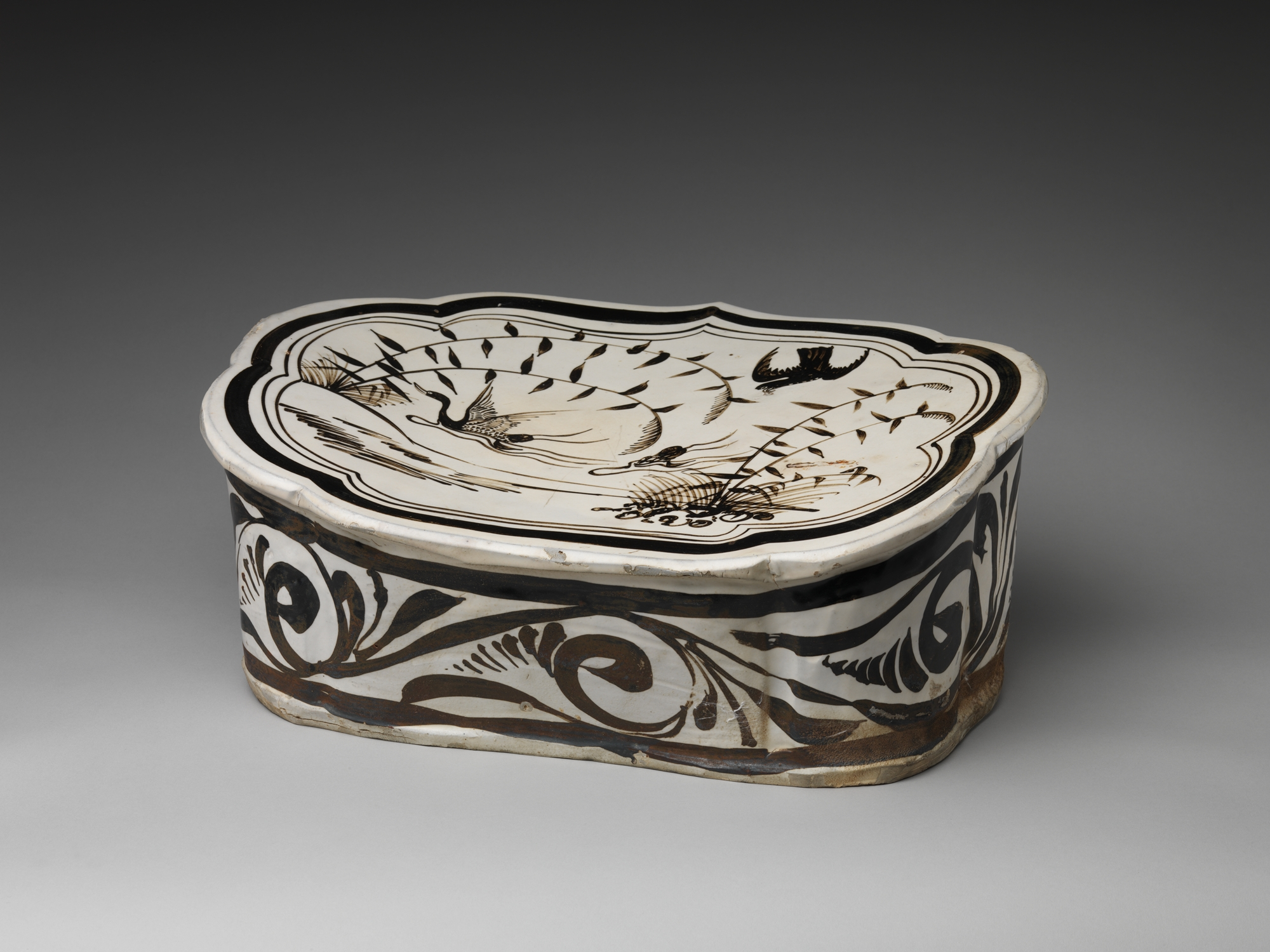
金磁州窑“张家造”春水图瓷枕，大都会艺术博物馆藏

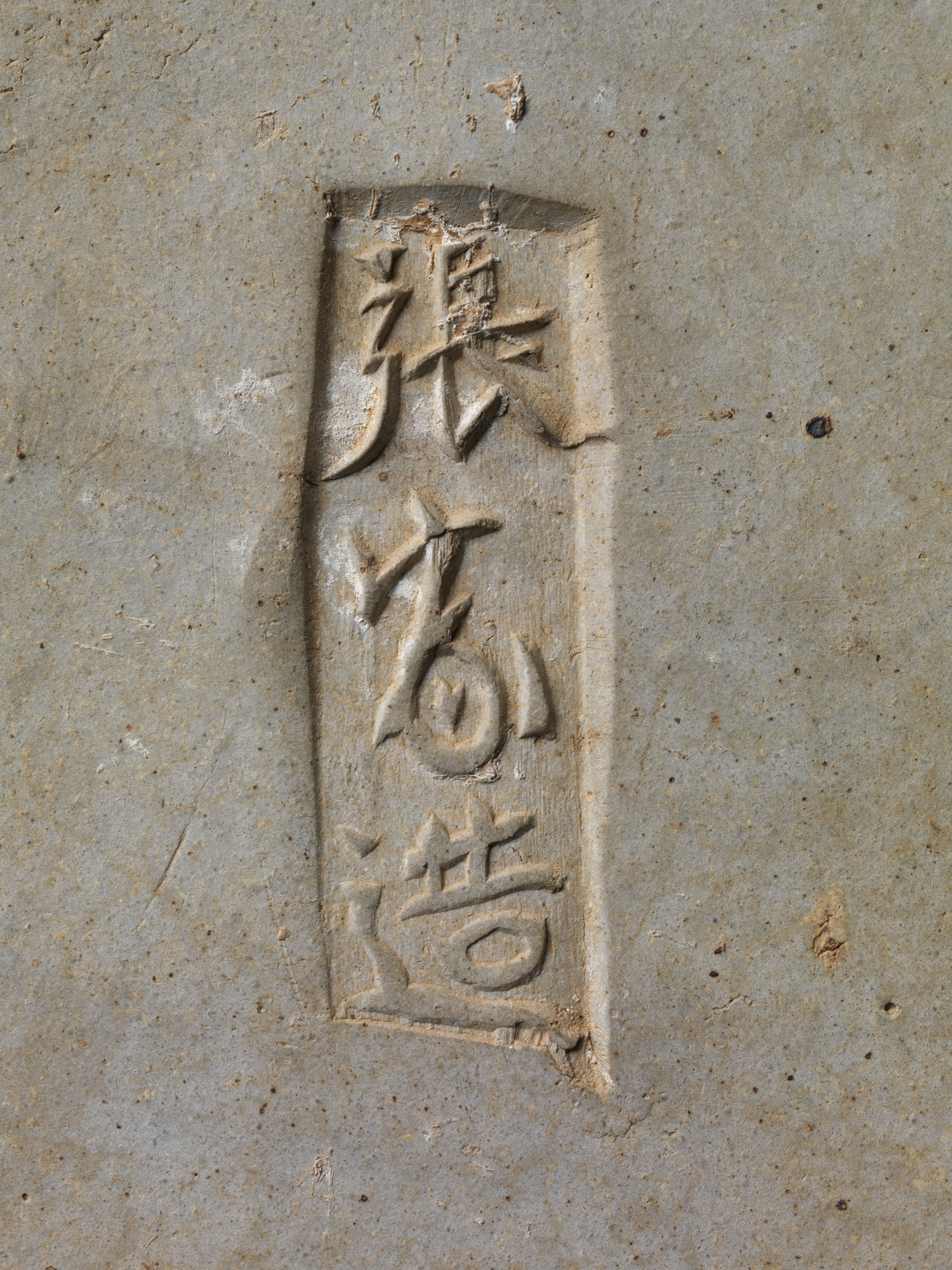
金磁州窑“张家造”春水图瓷枕窑戳，大都会艺术博物馆藏

### 戏曲故事
杂剧在宋金时期不断发展，到元代时进入了黄金时期，社会风尚深刻的影响了磁州窑的装饰内容，在磁州窑器物上常可看见元杂剧戏曲人物故事图，瓷枕由于表面平坦适合绘画，所以现存的戏曲人物故事图多见于瓷枕上，这些戏曲人物故事图大多是对杂剧的某一情节的绘画，对杂剧演出情景的绘画则较少。现已公布的有关的戏曲故事情节有：“李逵负荆”、“柳毅传书”、“豫让刺赵襄子”、“吕洞宾三度柳树精”、“李渤驯鹿”等，值得指出的是，元代杂剧中至少有40种以上与道教有关的道教戏剧，这与元代提倡道教，扶持道教以巩固统治有关，同时也是社会动荡环境下人们希望寻求精神慰藉的体现，这些道教戏剧在磁州窑器物上多有发现，如美国波士顿美术馆所藏一件表现元杂剧《张天师断风花雪月》的磁州窑瓷枕，其内容即取材自元代杂剧作家吴昌龄所作杂剧《张天师断风花雪月》（又名《张天师明断辰钩月》），此外，与道教八仙有关的杂剧故事情节也常作为绘画题材见于磁州窑器物上。

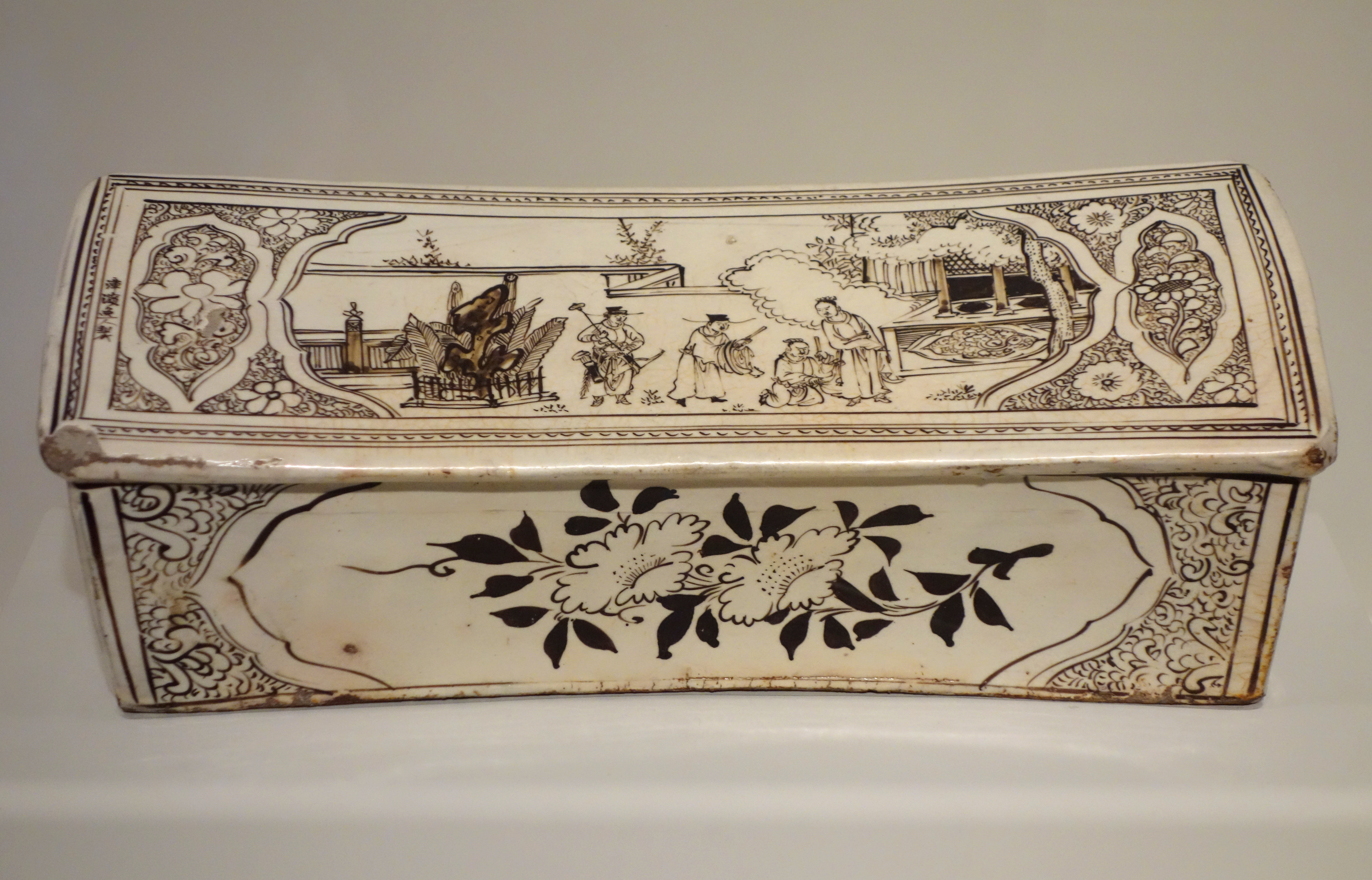
元磁州窑白地黑花戏曲人物故事图方枕，美国辛辛那提美术馆藏

## 主要窑场
磁州窑系，或称磁州窑类型，是指生产与古代磁州地域所发现的陶瓷具有相同或相似的工艺特征，面貌相似的陶瓷的窑场，由于磁州窑产品风格独特，雅俗共赏，仿烧磁州窑的窑场众多，遍及河南、河北、山西、山东等地，1965年故宫博物院冯先铭先生对磁州窑及各地窑场进行了调查，并确定了一部分具有磁州窑生产工艺特点的窑场为“磁州窑系”，统计如下：
| 地区 | 名称                                     |
| ---- | ---------------------------------------- |
| 河北 | 磁州窑（观台、东艾口、冶子、彭城、临水） |
| 河南 | 安阳西善庄窑                             |
| 河南 | 安阳天僖镇窑                             |
| 河南 | 汤阴鹤壁窑                               |
| 河南 | 辉县窑                                   |
| 河南 | 修武当阳峪窑                             |
| 河南 | 密县窑                                   |
| 河南 | 登封曲河窑                               |
| 河南 | 禹县窑                                   |
| 河南 | 郏县窑                                   |
| 河南 | 宝丰青龙寺窑                             |
| 河南 | 鲁山段店窑                               |
| 山西 | 榆次窑                                   |
| 山西 | 介休洪山镇窑                             |
| 山西 | 平定窑                                   |
| 山西 | 高平八又镇窑                             |
| 安徽 | 萧县白土镇窑                             |

:249
此外，山东德州窑、辽宁辽阳的江官屯窑、内蒙赤峰的缸瓦窑等，也属于和磁州窑同一类的窑场，江西吉安的吉州窑也受到了磁州窑生产工艺的影响。磁州窑系的窑场大致可分为四个区域：一、磁州窑的发源地——古磁州的窑场。二、太行山东麓及南麓的磁州窑系窑场。三、黄河以南磁州窑系窑场。四、山西高原上的磁州窑系窑场。:250有学者指出，可归入磁州窑系的窑场总数可达50余处，分布于十个省、市、自治区，同样以河南、河北、山西三处最多，三处总量约占到三分之二。:109
磁州窑装饰技法能够影响其他窑口风格的原因大致有以下几个：
- 一、磁州窑产品的流通。磁州窑产品属于商品瓷，而非官窑或者贡瓷，故其在市场上广泛流通，其他窑口的工匠能够有研究和借鉴其工艺的机会。
- 二、磁州窑工匠的迁移。由于战争或天灾，不少磁州窑工匠迁移至其他窑场，传播了磁州窑制瓷技艺。
- 三、磁州窑与各窑场的瓷土矿产赋存条件和燃料供应条件相似，窑场的地形、地貌及用于制瓷和商品运输的水系分布也具有同一性。[11]:249
- 四、磁州窑系的主要窑场大多分布于中原地区，宋代该地为政治中心、经济繁荣，市场的需要带动了制瓷业的发展。

## 装饰工艺
磁州窑以其多样的装饰工艺给人以深刻印象，在其发展演变过程中不断创新，并保留适合自身发展的工艺，最终形成了其独特的装饰风格，宋金元时期是磁州窑装饰工艺的主要创新变革期，故现将宋金元时期磁州窑主要装饰工艺的发展演变简述于下：

### 北宋时期
北宋时期，磁州窑的装饰工艺有了较大的变革和创新，突出体现为“化妆白地”的技法已经非常成熟，“化妆白地”即用化妆土掩盖较粗糙灰黄的胎体，使得胎体更加细腻后再施以一层透明釉，此种方式也成为了当时生产的主流。此时，黑釉、酱釉、茶叶末釉、毛笔点酱彩等工艺仍在继续使用。
此外，珍珠地、珍珠地划花的工艺是此时另外一种重要的创新，珍珠地划花是指在施了化妆土的坯体上刻划出主体纹饰，然后用工具在主体纹饰之外的空白区域处戳出珍珠状小圆圈，有些还会在主体纹饰及小圆圈的凹线内填一层彩色粉，被称为珍珠地划花填彩，最后再通体上一层透明釉，这种工艺受到了唐代金银器錾花工艺的影响而形成。除了这些外，白釉剔花、黑釉剔花技法也开始使用。:109

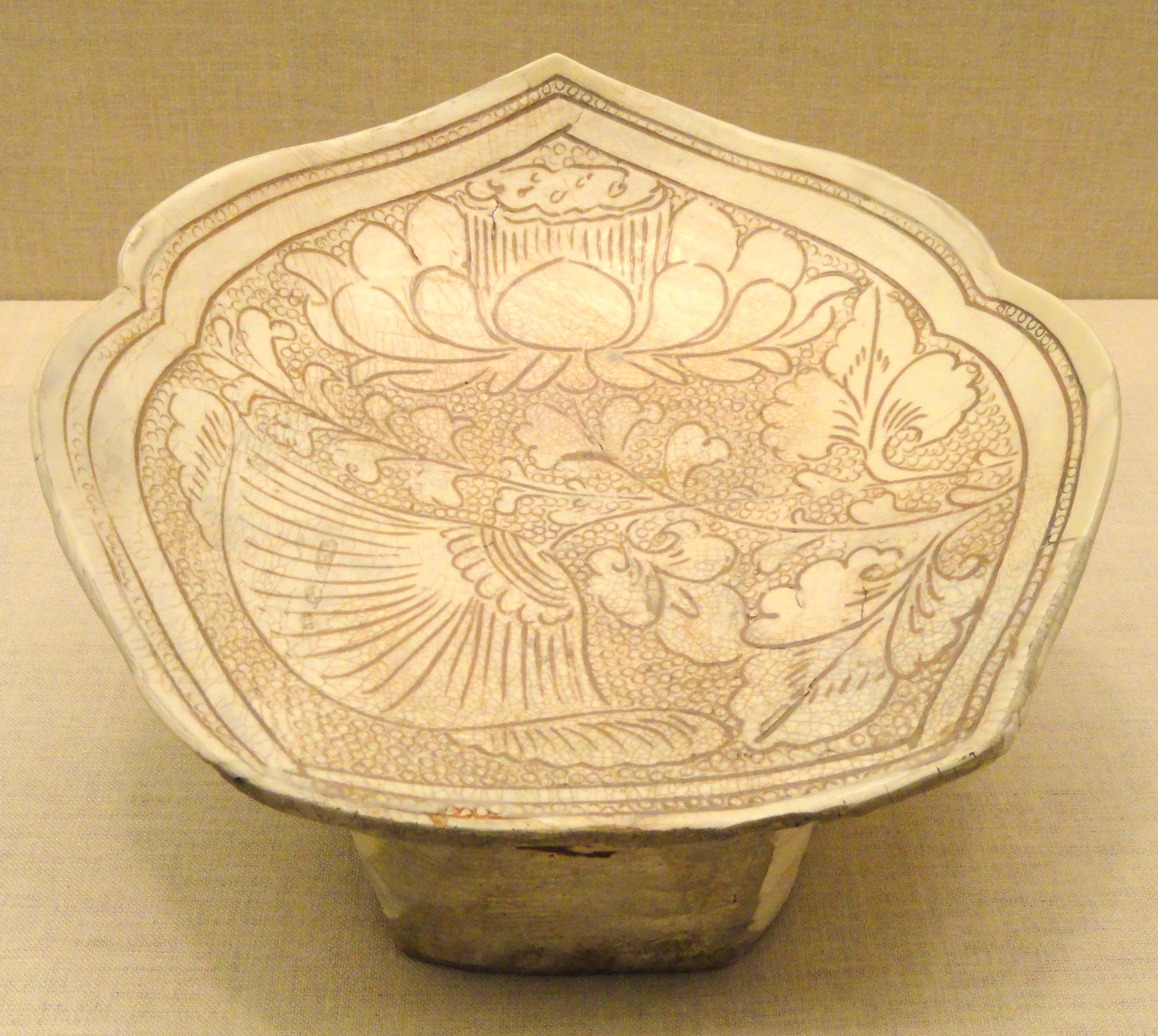
北宋磁州窑白釉花卉纹珍珠地划花叶形枕，芝加哥艺术学院藏

### 金代时期
在经历过宋金战争后，金朝趋向稳定发展，不少金代帝王崇尚汉文化，推崇宋朝文人书法绘画，磁州窑处于金朝的控制地域内，此时用毛笔题写诗词书法、绘画花卉迎合了部分贵族的审美和趣味，这种毛笔书画装饰技法迅速走向成熟，并以在施白色化妆土的坯体上用毛笔进行书画为主要形式的“白地黑花”装饰技法成为了磁州窑独特的装饰风格。在此基础上，磁州窑还发展出“留白填黑”的技法，即先在施化妆土的坯体上勾画出图案，并将图案以外的部分剔除，再填以黑色“斑花”料，最后施釉烧成，烧成后黑色的地子与白色的图案形成鲜明的对比，突出了反差对比的装饰效果。
:112—113
釉上彩技法和三彩装饰也是金代磁州窑具有颇具代表性的成就。釉上彩是指磁州窑的红绿彩，红绿彩属于低温彩料，由于其与陶瓷坯体、斑花、透明釉料的受火温度不一样，所以无法同时烧制，于是磁州窑的工匠先将“白地黑花”的瓷器入窑烧制，烧成后在釉上以红绿彩绘制花卉、诗词等纹饰，再二次入窑低温烧制，形成了艳而不俗的装饰效果。金代磁州窑的三彩装饰是指斑花黑彩、绿彩、黄彩的共同使用，具体步骤是工匠先在素胎表面上一层斑花釉，入窑高温烧制后，再在其上施以绿釉、黄釉进行二次烧制。除上述工艺外，金代还有低温绿釉、低温黄绿釉、黑釉凸线纹等工艺。:113—115

金磁州窑三彩莲池鸳鸯图枕，克利夫兰艺术博物馆藏

### 元代时期
在经历过元代前期的战争摧残后，磁州窑在元中期迎来了极为繁荣的时期，此时的磁州窑生产规模得到巨大的扩展。从考古发掘来看，这一时期对应的是磁州窑第四期遗址，这一时期虽然生产数量巨大，但装饰品种和装饰工艺却大大减少，以毛笔书画装饰的“白地黑花”成为元代磁州窑主流的装饰技法，具有压倒性优势。另外此时磁州窑还发展出了翠蓝釉装饰，翠蓝釉和红绿彩一样为低温釉，呈色为天蓝色，又称孔雀蓝釉，其常与“白地黑花”装饰结合使用，即在已经烧成的“白地黑花”器物上施一层翠蓝釉，然后再低温二次烧成。元代的磁州窑承接了宋金以来的“白地黑花”、黑釉、红绿彩、黑釉白唇等主要工艺，而金代流行的三彩、兔毫、黄绿釉、玳瑁等装饰品种很少看到:117-118，且精细薄胎装饰繁缛的器物减少，粗质厚胎装饰少的器物增加。

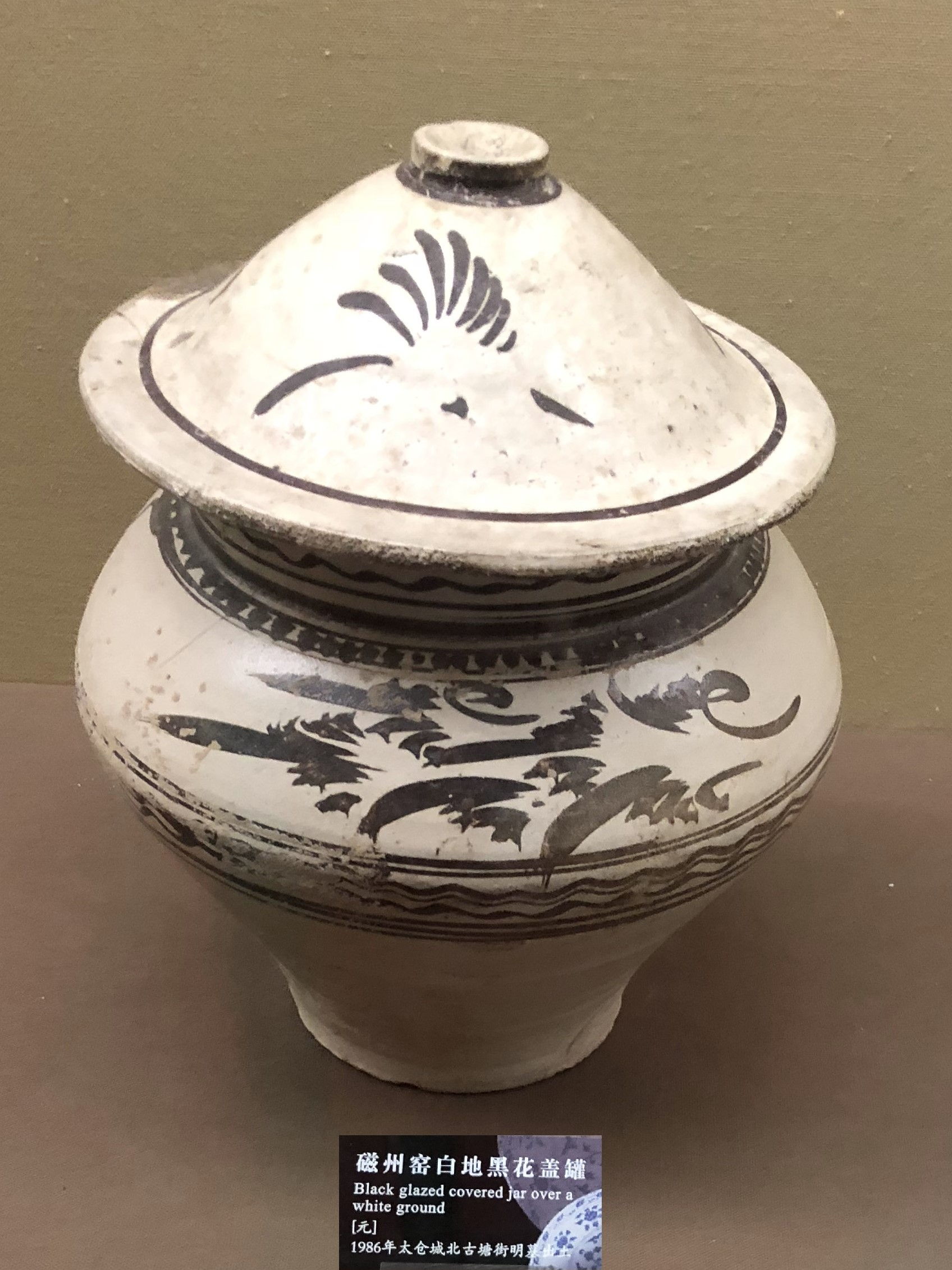
元磁州窑白地黑花盖罐，1986年太仓城北古塘街明墓出土

## 資料來源
1. ↑  中国古陶瓷学会. . 北京: 紫禁城出版社. 2005.: 214.
2. ↑  郝群英 何旭丹. . 光明网.   [2021-01-09]. （原始内容存档于2021-01-11）.
3. ↑  故宫博物院; 冯小琦. . 北京: 紫禁城出版社. 2013.11: 346. ISBN 978-7-5134-0511-9.
4. 1 2  范冬青著；唐莉娜整理. 说瓷 汝窑发现者[M]. 上海：上海人民美术出版社, 2018.07.
5. 1 2 3   方李莉著. 中国陶瓷史 上[M]. 济南：齐鲁书社, 2013.12.
6. ↑  林保照; 孔超. . 上海: 上海书店出版社. 2008.03: 213. ISBN 7-80678-805-0.
7. ↑  叶喆民著. 中国陶瓷史 增订版[M]. 北京：生活·读书·新知三联书店, 2011.03.
8. ↑  . 人民网.   [2021-01-10]. （原始内容存档于2021-01-12）.
9. ↑  叶倩.元代瓷器八仙纹饰考释[J].中国国家博物馆馆刊,2015,(第10期).
10. ↑  薛玉川. 申慧玲,许培兰,公文军,闫瑞,薛胜利,乔登云,李永山. . 文物. 2015, (8)  [2021-12-27]. （原始内容存档于2021-12-27）.
11. 1 2 3  河北磁县文学艺术联合会. 磁州文化. 北京: 新华出版社. 2002.05
12. 1 2 3 4  河北博物院. 中国古代名窑名瓷 北. 石家庄: 河北美术出版社. 2018.07
13. ↑  叶喆民主编. 中国磁州窑 上[M]. 石家庄：河北美术出版社, 2009.12:189.